# Darncombe-cum-Langdale End
Darncombe-cum-Langdale End est une paroisse civile du Yorkshire du Nord, en Angleterre.